# Hagengebirge

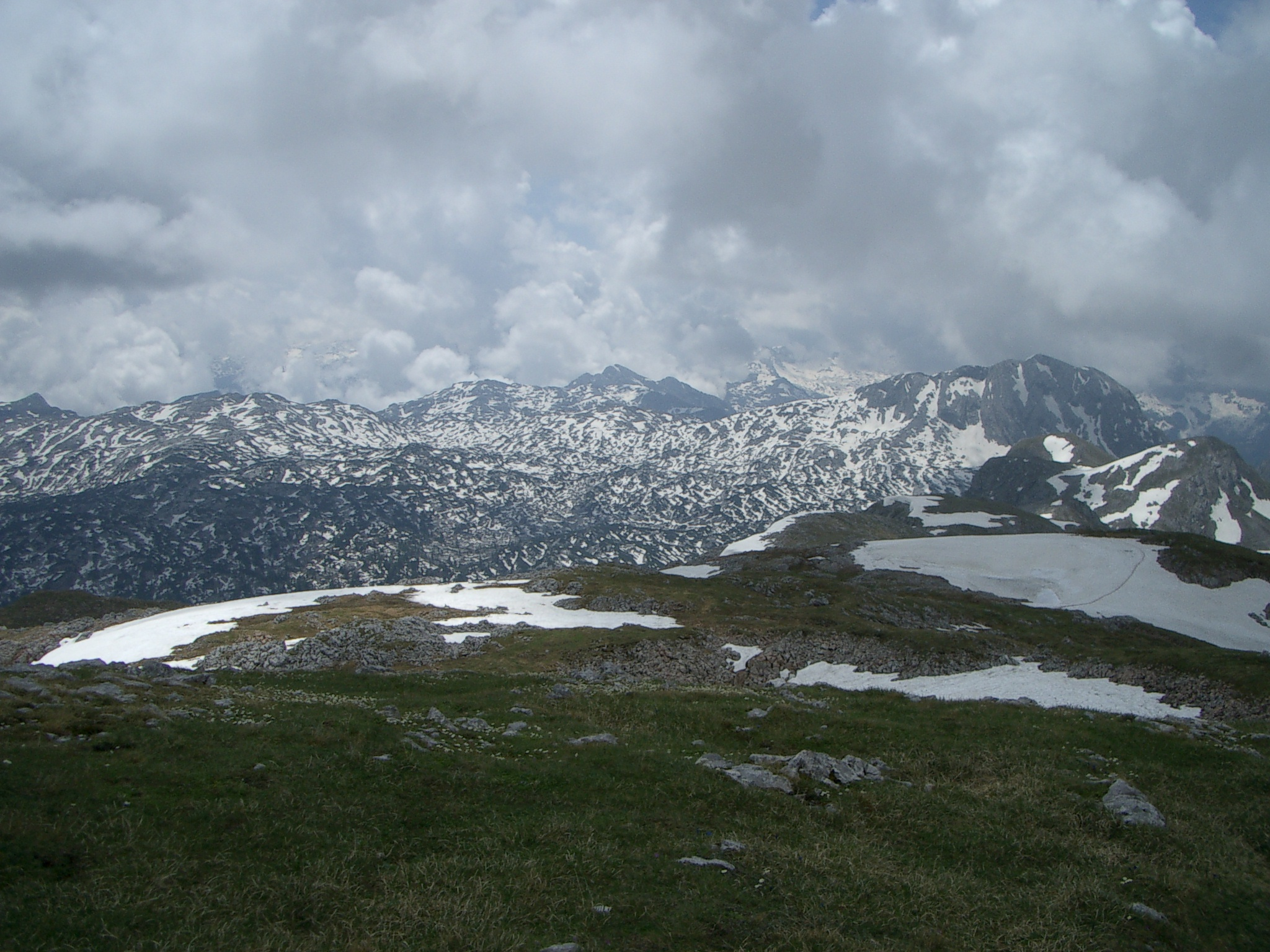
Das Hagengebirge (Blick vom Schneibstein aus nach Süden)

Das Hagengebirge ist ein Gebirgsstock der Berchtesgadener Alpen. Es liegt überwiegend im österreichischen Bundesland Salzburg, das westliche Viertel im bayerischen Landkreis Berchtesgadener Land. Die steile Westflanke des Hagengebirges fällt rund 1700 Höhenmeter zum Kessel des Königssees ab.

## Geografie
Das Hagengebirge mit ausgeprägten Hochflächenbildungen, insbesondere auf der salzburgischen Seite, hat eine Ausdehnung von etwa 12 mal 10 Kilometern. Die Staatsgrenze zwischen Deutschland und Österreich verläuft von Nord nach Süd durch die Westhälfte des Gebirgsstocks. Der Grenzkamm vom Schneibstein (2276 m) im Norden über Windschartenkopf (2211 m), Hochseeleinkopf (2109 m), Kahlersberg (2350 m), Kragenköpfe (2176 m) und Wildalmriedel (2269 m) bis zu den Teufelshörnern (2363 m) im Süden trägt die höchsten Gipfel. Diese Gipfelkette trennt den Gebirgsstock in einen westlichen, bayerischen und einen östlichen, salzburgischen Teil. Unterhalb des Grenzkamms ziehen auf deutscher Seite von dem zwischen Kahlersberg und Laafeld gelegenen Pass Hochgschirr das Landtal nach Süden gegen die Röth und der Schlunggraben nach Norden gegen die Windscharte. Diese Senken trennen die Hochfläche von den vorgelagerten, zum Königssee hin steil abfallenden Gotzenbergen mit den Gipfeln von Hohem Laafeld (2074 m), Gotzentauern (1858 m), Warteck (1741 m), Fagstein (2164 m) und Rotspielscheibe (1940 m).
Das Hagengebirge ist über den Einschnitt des Blühnbachtörls (2016 m) mit dem Steinernen Meer und über das Torrener Joch (1731 m) mit dem Göllmassiv (Hoher Göll) verbunden. Im Norden wird es durch das Bluntautal begrenzt, im Osten bildet das Salzachtal eine tiefreichende Trennlinie zum Tennengebirge. Im Süden ist es vom Hochkönigstock durch das Blühnbachtal abgesetzt, einem Seitental der Salzach. Etwa 25 Quadratkilometer des Hagengebirges und etwa ein Dutzend Gipfel liegen über 2000 Meter Meereshöhe, weitere große Flächen etwas tiefer.

## Wanderwege, Schutz- und Jagdhütten

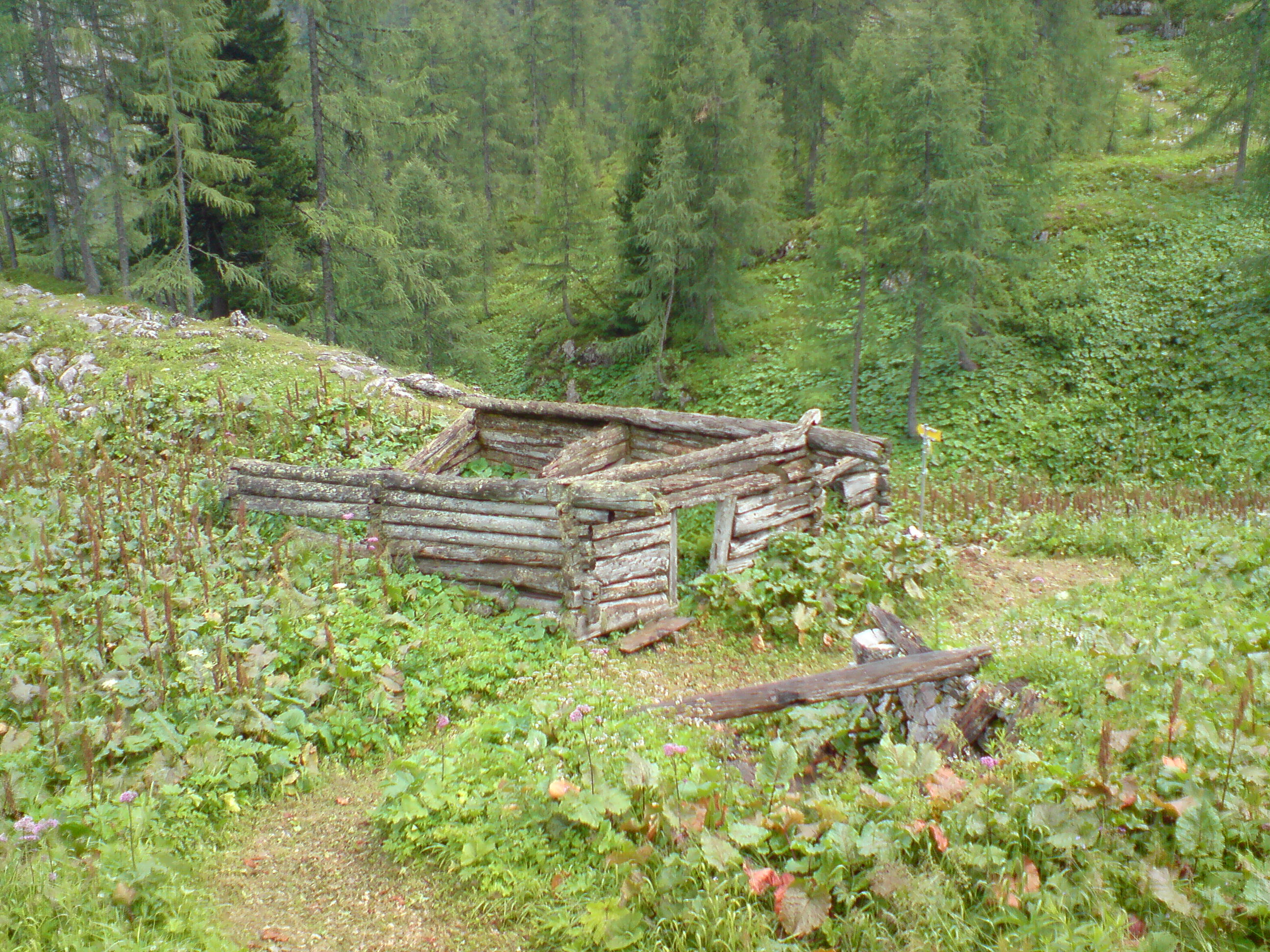
Die verfallene Hinterschlumalm im Schlumtal

Das westliche Viertel des Hagengebirges, die Gotzenberge und die Röth, ist vom Königssee her gut mit Wegen erschlossen. Der Gipfel des Schneibsteins, der den nördlichen Eckpfeiler des Gebirgsstocks darstellt, ist von der Bergstation der Jennerbahn relativ leicht zugänglich. Auch der unterhalb des Kahlersberges gelegene Seeleinsee ist ein beliebtes Wanderziel. Auf österreichischer Seite wurden ab 1924, in der Röth ab 1936 Steinböcke ausgewildert, die sich später zu einer Kolonie vereinigt haben und mittlerweile in den gesamten südlichen Berchtesgadener Alpen vorkommen.
Als alpine Stützpunkte bieten sich am Torrener Joch unterhalb des Schneibsteins das Carl-von-Stahl-Haus und das Schneibsteinhaus an. Hoch über dem Ostufer des Königssees bietet die im Sommer bewirtschaftete Gotzenalm (Aussichtspunkt Feuerpalfen in wenigen Minuten erreichbar) Berggehern Nachtquartiere an. In der Röth befindet sich die Wasseralm, eine in der Sommersaison bewirtschaftete Hütte der DAV-Sektion Berchtesgaden.
Der österreichische Teil des Gebirges ist wesentlich unzugänglicher und einsamer als der bayerische Teil, wurde aber bis 2025 von einer 220-kV-Überlandleitung überquert, der der Verbundsteig folgte. Früher gab es hier zahlreiche Almen, die miteinander durch ein gut ausgebautes Wegenetz verbunden waren. Mittlerweile sind fast alle Almen verfallen, die Wege verwachsen und nur dem geübten Auge noch erkennbar. Grund dafür ist die Tatsache, dass dieser abgelegene Teil des Hagengebirges seit langem als Jagdgebiet genutzt wird und praktisch nur von Golling und vom Blühnbachtal aus zugänglich ist. Früher waren es der Adel, dann der Geldadel mit Krupp von Bohlen-Halbach, bis 2020 der amerikanische Industrieerbe Frederick R. Koch (Koch Industries), der im Schloss Blühnbach bei Tenneck/Werfen sommers residierte. Heute gehört das Hagengebirge den Österreichischen Bundesforsten. Zahlreiche gut versteckte Jagdhütten sind über das gesamte Plateau verstreut. Vor allem während der Jagdsaison (September bis Dezember) sind Wanderer und Bergsteiger nicht gerne gesehen.
Lediglich auf den im Nordosten gelegenen Almen, der Kratz- und Angeralm, werden im Sommer noch Jungvieh (Rinder) und Pferde aufgetrieben. Der nördliche, überwiegend deutlich unter 2000 m hohe Teil des Hagengebirges weist eine üppige Vegetation auf. Hier sind jahrhundertealte Bäume zu finden, Gämsen, Rotwild, Steinböcke, Murmeltiere, diverse Greifvögel, Alpenmolche und auch Kreuzottern. An den vielgestaltigen Grashängen wachsen seltene Bergblumen und ein Großteil des Gebietes steht unter Naturschutz.

## Geologie
Das Hagengebirge ist aus Dachsteinkalk aufgebaut. Während im nördlichen Teil gebankter Kalk (Bankkalk) vorherrscht, dominiert Riffkalk den südlichen Teil. Die Trennlinie beider geologischer Bereiche verläuft auf der Line Bärensunk – Kragenköpfe – Längtalschneid – Stangenkopf – Krasttalung – Bitz’n – Schönbichlalm – oberes Tristkar.
Verstreut über das Hagengebirge sind Megalodonten („Kuhtrittmuscheln“), Muschelfossilien aus dem Trias, in großer Zahl sichtbar.

### Gipfel im Hagengebirge

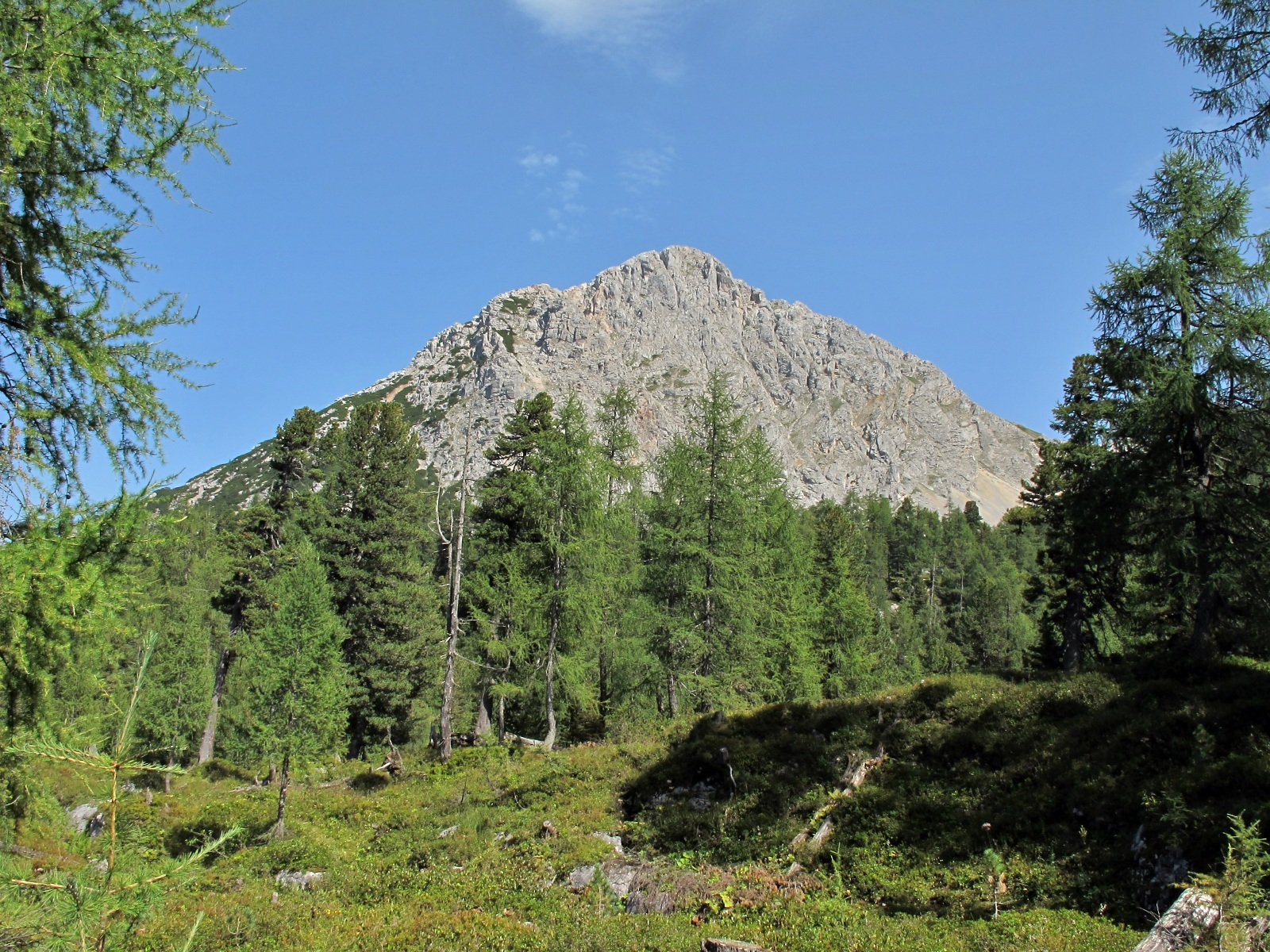
Tristkopf

Im Westen des Gebirges liegen Schneibstein (2276 m), Reinersberg (2171 m), Fagstein (2164 m), Windschartenkopf (2211 m), Schlumkopf (auch Schlunghorn, 2206 m), Hochseeleinkopf (2109 m), Kahlersberg (2350 m), Kragenköpfe (höchster 2178 m), Hochsäul (2073 m) und Schossenkopf (2107 m).
Im Osten und Süden befinden sich Kratzspitze (1759 m), Steinwändhorn (1863 m), Tristkopf (2110 m), Rifflkopf (2254 m), Hochgschirr (2255 m), Tanntalköpfe (höchster 2288 m), Raucheckkopf (2215 m), Jägerbrunntrog (2247 m) und Wildalmriedel (2269 m).
Im Südwesten liegen die Teufelshörner: das Große Teufelshorn (2362 m) und Kleine Teufelshorn (2283 m).
Das Innere des Hochplateaus prägen vor allem Lengtalschneid (2227 m) und Hochwieskopf (2189 m).

### Höhlen im Hagengebirge
Im Hagengebirge gibt es zahlreiche Höhlen. Altbekannt – früher oft von Schatzgräbern besucht – ist der Scheukofen, eine talnahe Höhle nahe von Sulzau im Salzachtal. Nicht weit davon entfernt ist das Brunnloch bei Stegenwald, eine Höhle, die man schon vom Tal aus gut sieht. Auch die Bärenhöhle am Torrenerfall (Bluntautal) zählt zu den weitum bekannten Höhlen. In ihrem Eingangsbereich wurden zahlreiche Skelette vom Höhlenbären (Ursus speläus) gefunden, welche sich heute im Depot des Museums „Haus der Natur“ in der Stadt Salzburg befinden.
Berühmteste Höhle des Hagengebirges ist die Tantalhöhle, deren Eingang sich hoch über dem Blühnbachtal befindet. Sie ist nach derzeitiger Kenntnis über 34 km lang und wurde nach dem Zweiten Weltkrieg vom Salzburger Juwelier und Höhlenforscher Alfred Koppenwallner durch systematisches Suchen entlang der Schichtgrenze von Dolomit und Dachsteinkalk, den zwei Gesteinsarten, aus denen das Hagengebirge größtenteils besteht, gefunden. Auch der Eingang des Scheukofens liegt an dieser Schichtgrenze.
Insgesamt sind im Hagengebirge zurzeit knapp 500 Höhlen bekannt. Weitere bekannte und bedeutende Höhlen sind der Gamsbockschacht, das Hagenloch, das Kälbergrubenwindloch, das Höllriedllabyrinth, die Hochwandlhöhle, die Zentrumshöhle, die Jagerbrunntroghöhle, der Ochsenkarschacht und die Lindwurmhöhle.
Die Forschungsergebnisse werden vom Landesverein für Höhlenkunde in Salzburg gesammelt und publiziert.

## Geschichte

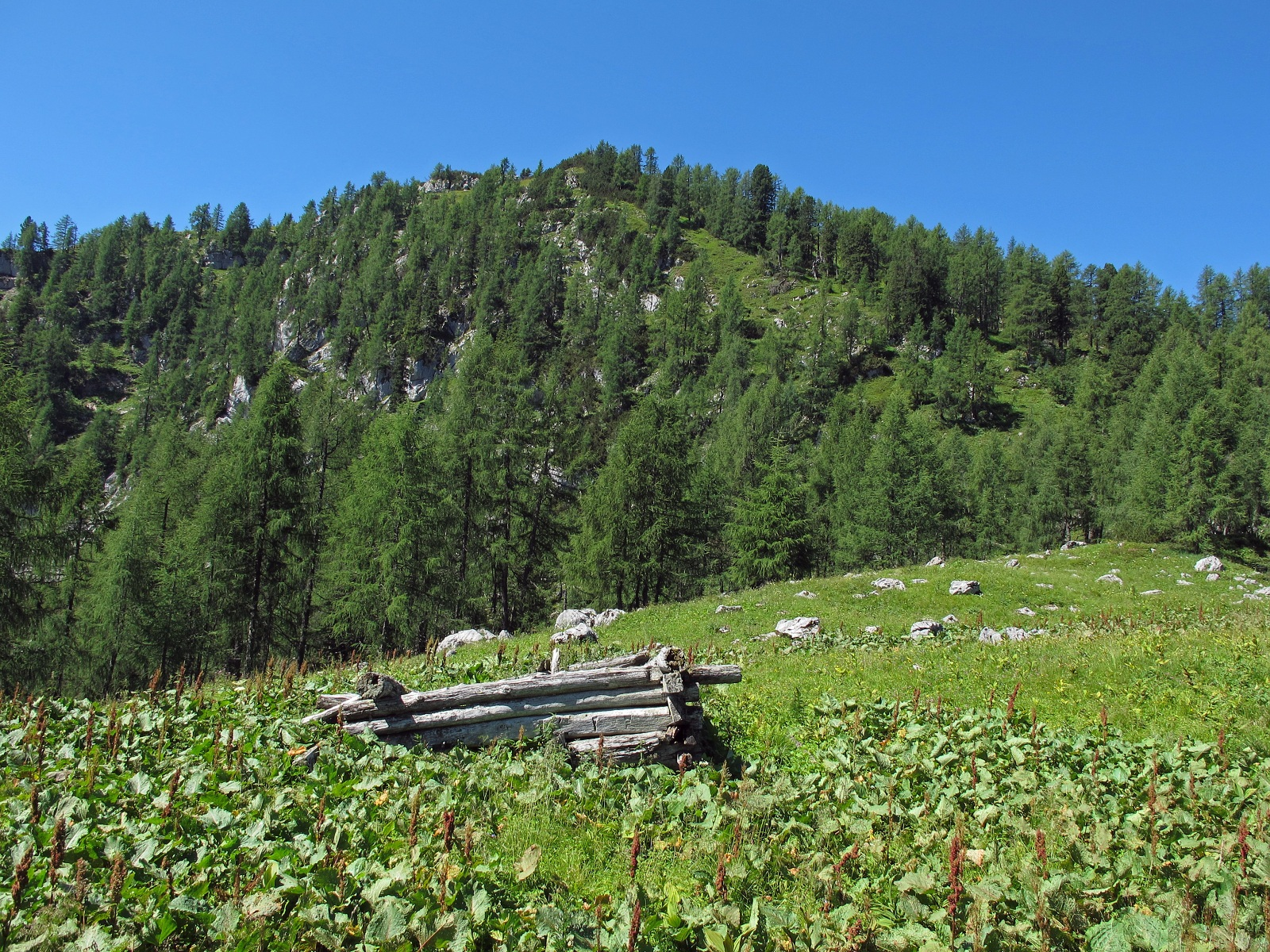
Die Überreste der Rotwandalm.

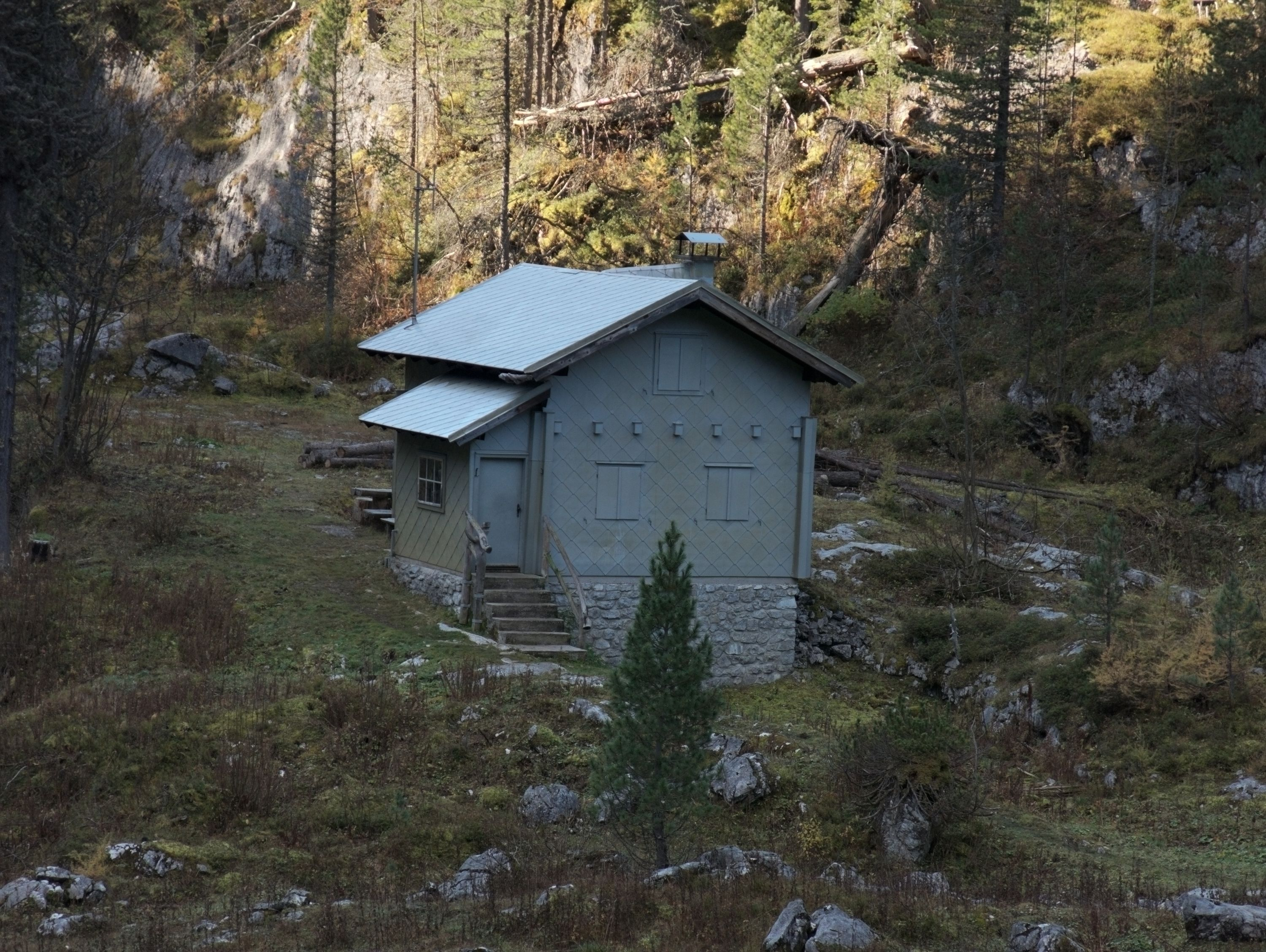
Verbundhütte

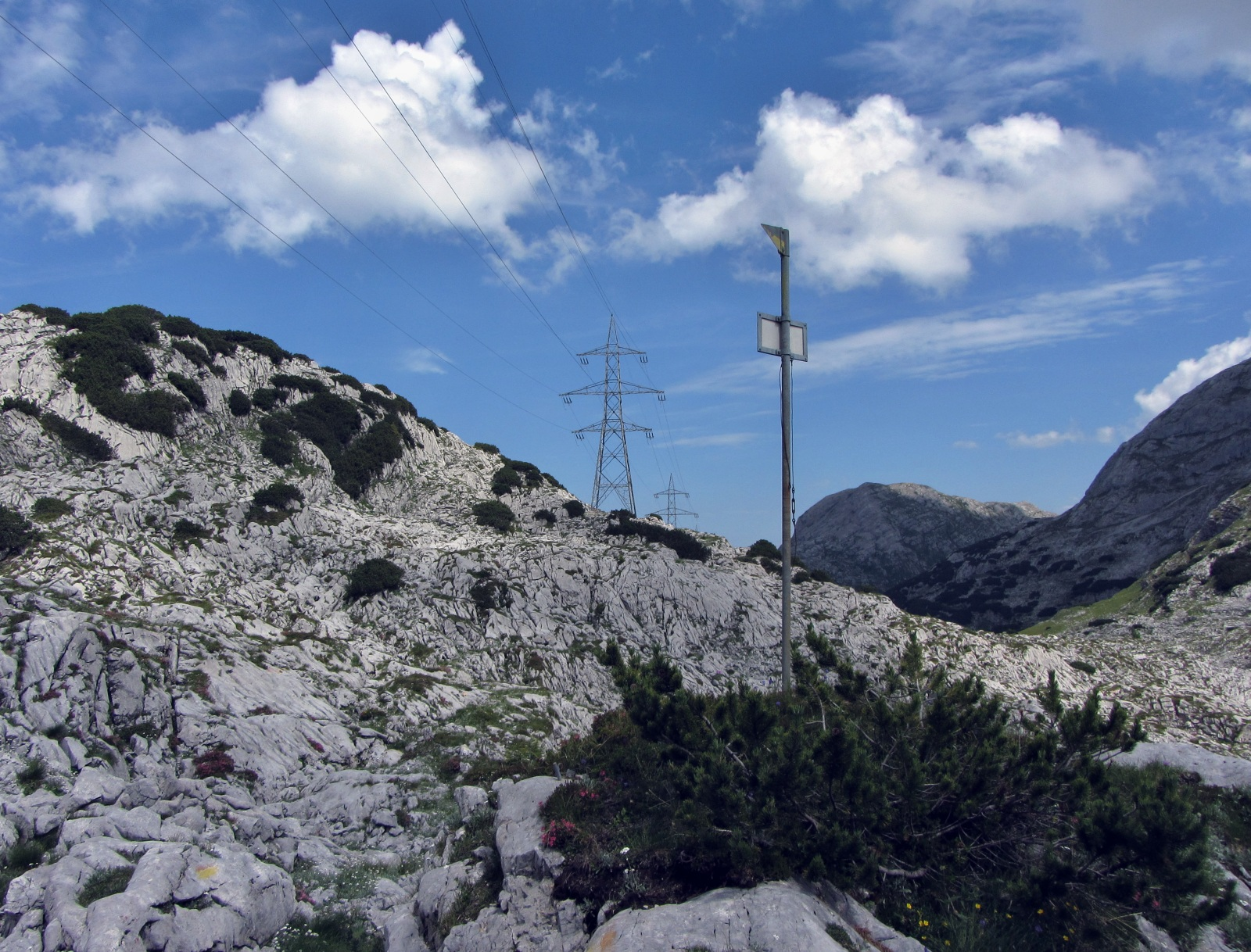
Ehemalige Überlandleitung durch das Hagengebirge. Der Verbundsteig folgte dieser Leitung.

Eine erste ausführliche Beschreibung des Gebietes machte der Bergpionier Hermann von Barth, der das Hagengebirge 1873 mehrmals bewanderte. Seitdem hat sich das Hagengebirge von einem intensiv almwirtschaftlich genutzten Gebiet zu einem weitgehend menschenleeren Gebiet gewandelt. Fast alle der einst 27 Almen, außer der Graz- und Angeralm, werden nicht mehr genutzt, die Gebäude sind meist nur noch Ruinen. Teilweise wurden die Almen aus wirtschaftlichen Gründen aufgegeben, teils wurden sie durch Jäger und Jagdgesellschaften aufgekauft.
Die verlassenen Almen im bayerischen Teil waren die Soienalm, Kahlersbergalm, Mitterhüttenalm, Landtalalm, Bärensunkalm, Hanauerlablalm, Untere Rötalm und Neuhüttalm. Im österreichischen Teil die leer Wildalm, Graflschlümlalm, Hinterschlumalm, Vorderschlumalm, Rotwandalm, Seealm, Hieflalm, Längtalalm, Schönbichlalm, Neukaseralm, Krinnalm, Biedereralm, Fillingalm, Höllriedlalm, Aualm, Brunnalm, Bergeralm und Karalm.
Von 1916 an gehörten das Hagengebirge und das Blühnbachtal der deutschen Industriellenfamilie Krupp. Seit 1973 ist es im Besitz der Österreichischen Bundesforste.
Die 1959 bis 1961 quer durch den österreichischen Teil des Hagengebirges erbaute Hochspannungsleitung transportierte den Strom von den Stauwerken Kapruns in die nördlichen Teile des Salzburger Landes. Zur Leitungskontrolle wurden mehrere (nicht öffentlich zugängliche) Diensthütten errichtet und der dem Leitungsverlauf folgende Verbundsteig (nach dem Besitzer Verbund AG) angelegt. Die größte Diensthütte steht auf der Krinnalm (zwischen Mast 173 und 174) und wird in den Karten meist als Verbundhütte bezeichnet. An ihr befindet sich ein – in dieser wasserarmen Region – wichtiger, öffentlich zugänglicher Außenwasserhahn, welcher von einem nahen Wassersammelbassin (im Jahr 2012 entschlammt und renoviert), recht zuverlässig gespeist wird. Die Stromleitung wurde im Frühjahr per Helikopter kontrolliert und im Spätsommer (Revision) von Mitarbeitern der Verbundgesellschaft Mast für Mast abgegangen. Obwohl auf dem ursprünglich in rotgelb (oft verblassend) markierten Verbundsteig (Leitungssteig) in zahlreichen Hinweisschildern der Durchgang verboten ist, wird der größte Teil des Steigs inzwischen auch vom Alpenverein als Weg Nr. 458 geführt und ist an einigen Stellen sogar nachmarkiert. Insbesondere im schlecht gesicherten und wenig markierten Steilabstieg beim Südabbruch des Gebirgsstocks zum Blühnbachtal besteht allerdings für Ortsunkundige Verirrungs- und Absturzgefahr.
2025 wurde die Leitung rückgebaut. Die 60 Masten wurden per Hubschrauber abtransportiert und die meisten Fundamente rückgebaut.
Heute befinden sich im österreichischen Teil noch 12 genutzte Jagdhütten. Diese sind Hochwies, Hochwandl, Alblhöh, Vorderschlum, Brent, Fillingalm, Grazalm, Jochalm, Mitterkar, Brunnalm, Bergkrauteben und Schoberkopfalm.